# Karangmulyo (Tegalsari)
Karangmulyo is een bestuurslaag in het regentschap Banyuwangi van de provincie Oost-Java, Indonesië. Karangmulyo telt 4991 inwoners (volkstelling 2010).